# Xe đạp tại Đại hội Thể thao Đông Nam Á 2005
Xe đạp tại Đại hội Thể thao Đông Nam Á năm 2005 diễn ra từ ngày 28 tháng 11 đến ngày 4 tháng 12 tại Philippines, chia làm bốn phân môn chính: xe đạp đường trường, xe đạp tính điểm (criterium), xe lòng chảo (track), cùng với xe đạp địa hình (mountain biking). 
- Nội dung xe đạp vòng chảo trong nhà, được thi đấu tại Amoranto Velodrome, thành phố Quezon, Manila, Philippines.
- Nội dung tính điểm, thi đấu tại Đại lộ Roxas, Manila
- Nội dung xe đạp đường trường, thi đấu tại thành phố Tagaytay City, Cavite, Philippines.
- Nội dung xe đạp địa hình thi đấu tại khu liên hợp thể thao Ramon M. Durano, Danao City, Cebu, Philippines.

## Bảng huy chương
| Hạng               | Đoàn               | Vàng | Bạc | Đồng | Tổng số |
| ------------------ | ------------------ | ---- | --- | ---- | ------- |
| 1                  | Indonesia (INA)    | 4    | 3   | 3    | 10      |
| 2                  | Malaysia (MAS)     | 4    | 2   | 1    | 7       |
| 3                  | Philippines (PHI)  | 2    | 4   | 3    | 9       |
| 4                  | Việt Nam (VIE)     | 2    | 0   | 3    | 5       |
| 5                  | Thái Lan (THA)     | 0    | 3   | 2    | 5       |
| Tổng số (5 đơn vị) | Tổng số (5 đơn vị) | 12   | 12  | 12   | 36      |

## Tóm tắt kết quả

### Nội dung xe đạp vòng chảo trong nhà
Nam
| Nội dung                | Vàng                                 | Bạc                                      | Đồng                          |
| ----------------------- | ------------------------------------ | ---------------------------------------- | ----------------------------- |
| 4 km. Rượt bắt cá nhân  | Alfie Catalan ( Philippines) 4:59:51 | Amiruddin Jamaluddin ( Malaysia) 5:00:02 | Suwandra ( Indonesia) 5:07:78 |
| 4 km. Rượt bắt đồng đội | Malaysia                             | Philippines                              | Indonesia                     |
| 4 km. Nướt rút đồng đội | Malaysia                             | Indonesia                                | Philippines                   |

### Nội dung tính điểm
Nam
| Vàng                       | Bạc                             | Đồng                                   |
| -------------------------- | ------------------------------- | -------------------------------------- |
| Samai ( Indonesia) 22 điểm | Manan Anuar ( Malaysia) 18 điểm | Youthaporn Hunthao ( Thái Lan) 15 điểm |

### Xe đạp đường trường
| Nội dung                 | Vàng                                       | Bạc                                             | Đồng                                          |
| ------------------------ | ------------------------------------------ | ----------------------------------------------- | --------------------------------------------- |
| Cá nhân nam Tính giờ     | Mai Công Hiếu ( Việt Nam) 1:02:30.79       | Tonton Susanto ( Indonesia) +00:00:38.09        | Shahrulneza Razalli ( Malaysia) +00:02:20.52  |
| Cá nhân nữ Tính giờ      | Santia Tri Kusuma ( Indonesia) 01:09:34.62 | Baby Marites Bitbit ( Philippines) +00:00:18.47 | Nguyễn Thị Hoàng Oanh ( Việt Nam) +00:00:25.7 |
| 160 km. Đường trường nam | Suhardi Hassan ( Malaysia) 05:02:45.6      | Samai ( Indonesia) +00:00:00.01                 | Trịnh Phát Đạt ( Việt Nam) +00:00:00.10       |
| 69,5 km. Đường trường nữ | Noor Azian Alias ( Malaysia) 02:47:49.26   | Chanpeng Nontasin ( Thái Lan) +00:00:02.67      | Monrudee Chapookam ( Thái Lan) +00:00:05.93   |

### Xe đạp địa hình
| Nội dung      | Vàng                                       | Bạc                                          | Đồng                                      |
| ------------- | ------------------------------------------ | -------------------------------------------- | ----------------------------------------- |
| Đổ đèo nam    | Joey Barba ( Philippines) 2:38.26          | Michael Borja ( Philippines) +00:04.39       | Wisit Phuengnoi ( Thái Lan) +00:13.12     |
| Đổ đèo nữ     | Phan Thị Thùy Trang ( Việt Nam) 3:08.30    | Sattayanun Abdulkaree ( Thái Lan) +00:11.05  | Risa Suseanty ( Indonesia) +00:14.11      |
| Băng đồng nam | Nurcahyadi Dadi ( Indonesia) 2:18.48       | Frederick Feliciano ( Philippines) +00:02.63 | Eusedio Quinones ( Philippines) +00:04.89 |
| Băng đồng nữ  | Baby Marites Bitbit ( Philippines) 1:49.55 | Jantharat Jirapon ( Thái Lan) +00:03.86      | Nguyễn Thanh Đam ( Việt Nam) +00:11.65    |